# Koncert kod hajdučke česme
Koncert kod hajdučke česme prvi je uživo album sarajevskog rock sastava Bijelo dugme, koji izlazi u prosincu 1977.g. Album dobiva ime po spektakularnom koncertu koji je održan kod beogradske "Hajdučke česme". Ideju za koncert dao je novinar Petar Popović i donesena je odluka da kao oproštaj pred Bregovićev odlazak na odsluženje vojnog roka održe besplatan koncert 28. kolovoza 1977.g. Posjeta koncertu je bila iznad svih očekivanja organizatora, a procjenjuje se da je kod "Hajdučke česme" došlo od 70 000 do 100 000 ljudi, što ga čini najvećom domaćom posjetom obožavatelja rock glazbe do tada. 
Nakon koncerta ustanovili su da snimak nije tehnički dobar za album, pa su u dvorani "Đuro Đaković" u Sarajevu 25. listopada iste godine odradili još jedan nastup. Snimci iz Sarajeva, Beograda i Novog Sada, korišteni su na albumu Koncert kod hajdučke česme, a naslov je djelomično opravdan jer su za album koristili reakciju publike kod "Hajdučke česme".

## Popis pjesama

### A-strana
1. "Kad bi bio bijelo dugme"
2. "Ništa mudro"
3. "Blues za moju bivšu dragu"
4. "Selma" - (stihovi: Vlado Dijak)
5. "Ima neka tajna veza" - (stihovi: Duško Trifunović)

### B-strana
1. "Sve ću da ti dam, samo da zaigram"
2. "Patim evo deset dana"
3. "Da sam pekar"
4. "Tako ti je mala moja, kad ljubi Bosanac"
5. "Ne spavaj mala moja, muzika dok svira"
6. "Eto, baš hoću"

## Izvođači
- Željko Bebek - vokal
- Goran Bregović - električna gitara
- Zoran Redžić - bas gitara
- Laza Ristovski - klavijature
- Goran "Ipe" Ivandić - bubnjevi

## Produkcija
- Producent - Goran Bregović
- Tonmajstor - Miro Bevc
- Mix - Goran Bregović &  Branko Podbrežnički
- Fotografija - Ognjen Blažević, Saša & Darko Strižak, Slobodan Purić, Jugoslav Vlahović
- Tekst - G. Bregović (skladbe: A1 i A3, B1 i B6)

## Vanjske poveznice
- discogs.com - Bijelo Dugme - Koncert Kod Hajdučke Česme